# 池田仲建
池田 仲建（いけだ なかたつ）は、因幡鹿奴藩（鳥取東館新田藩）の第9代藩主。

## 生涯
天保12年（1841年）10月18日、第8代藩主・池田仲律の三男として江戸で生まれる。嘉永3年（1850年）に父が死去したため家督を継いだ。安政2年（1855年）12月16日、従五位下・左近将監に叙任される。安政4年（1857年）9月に伊勢守に遷任された。
幕末期は本家の鳥取藩の補佐に尽力し、幕府に対する公役においても功績を挙げたため、元治元年（1864年）5月には幕府から従五位上に奏請されるが固辞した。6月、本家の鳥取藩主・池田慶徳と京都出兵をめぐって対立する。仲建は鳥取藩の藩財政が窮乏し、諸外国に対する防備もあるために出兵に反対したが、慶徳は受け入れなかった。6月27日の深夜、仲建は諫止するために自害して果てた。享年24。
このため鹿奴藩は一時的に断絶し、元治2年（1865年）4月4日に仲建の養子となった従弟の徳澄が跡を継ぐことになった。